# Zheng Qinwen
Zheng Qinwen, född 8 oktober 2002 i Shiyan, är en kinesisk professionell tennisspelare.

## Karriär
Bland hennes meriter kan nämnas en final i Australian Open 2024 och en kvartsfinal i U.S. Open 2023.